# Irbíl (guvernorát)

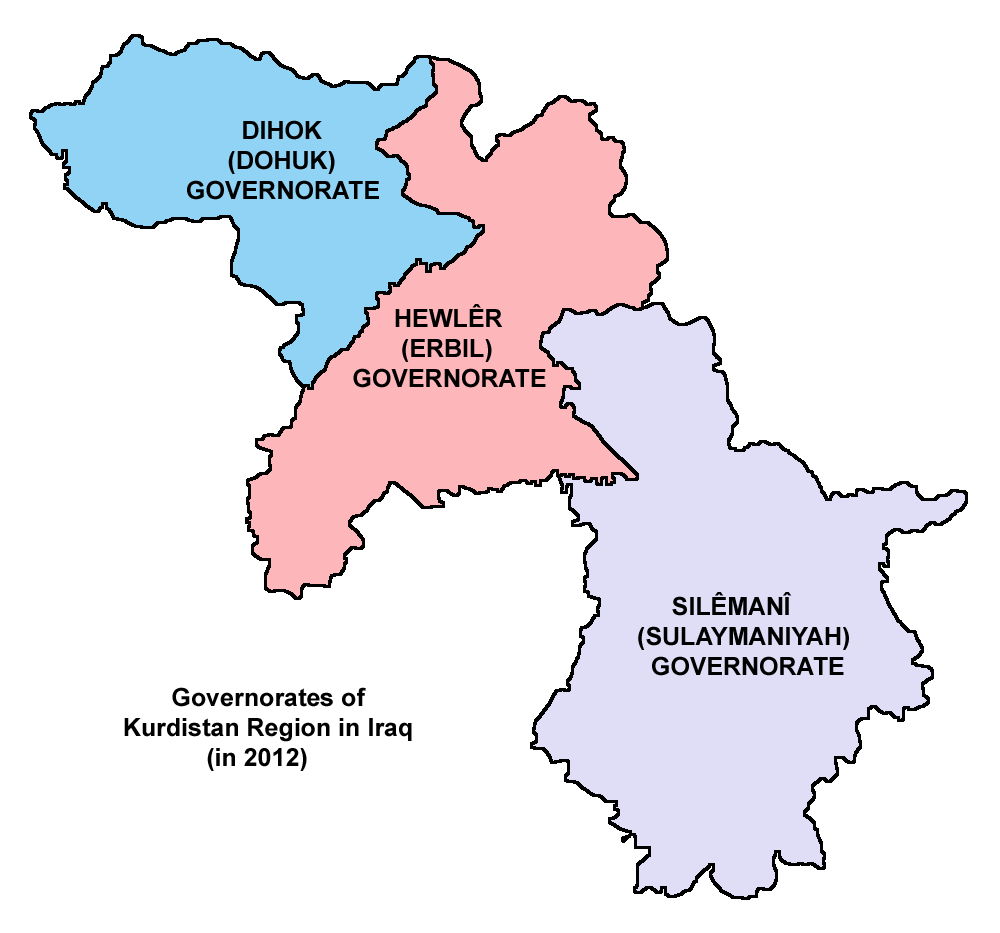

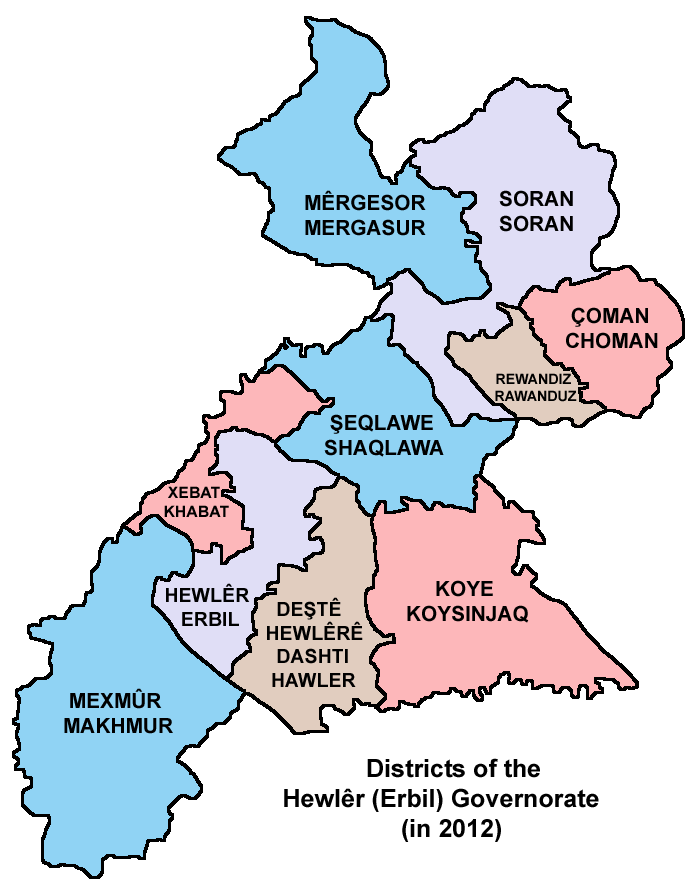

Irbíl je jedním z 19 guvernorátů v Iráku. Nachází se v autonomní oblasti Irácký Kurdistán. Jeho hlavním městem je čtvrté největší irácké město Irbíl. Guvernorát má rozlohu 15 074 km² a v roce 2009 v něm žilo 1 471 100 obyvatel. Sousedí s guvernoráty Sulajmáníja, Ta'mín, Saladdín, Ninive a Dahúk.